# Metropolie Smyrna
Metropolie Smyrna je jedna z metropolií Konstantinopolského patriarchátu a nachází se na území Turecka.

## Historie
Je jednou z nejstarších diecézi, známou už od 1. století.
V letech 451 až 457 byla povýšena na hodnost arcibiskupství a v 9. století na hodnost metropolie se třemi sufragánnami.
Roku 1922 byla zničena velká část řecké populace a dnes se v metropolii nachází jen jeden chrám, zasvěcen svatému Voukolosovi.

## Současnost
Sídlem metropolitů je město Izmir, kde se také nachází chrám sv. Voukola. Současným metropolitou je Vartholomeos (Samaras).
Současný titul metropolitů je; Metropolita Smyrny, Hypertimos a exarcha celé Asie.